# Región de Bounkani
Bounkani es una de las treinta y una regiones de Costa de Marfil. En mayo de 2014 tenía una población censada de 167 167 habitantes. Está formada por los siguientes departamentos, que se muestran igualmente con población de mayo de 2014:
- Bouna 114,625
- Doropo 66,664
- Nassian 44,528
- Téhini 41,350[1]